# Великий восток Польши
Великий восток Польши (пол. Wielki Wschód Polski) (ВВП) — масонское, либеральное, а-догматическое послушание, работающее в Польше и являющееся смешанным, принимающим в свои ряды мужчин и женщин. Он основан по Французскому уставу, который является главным уставом этого послушания.
ВВП зарегистрирован, как благотворительная, философская и прогрессивная организация. Основными задачами для ВВП являются: поиск истины, углубление морали, использование солидарности. Официальная цель ВВП: работа по улучшению материального и морального положения в обществе, улучшение нравственного и социального развития человечества. Принципы и правила таковы: взаимная терпимость, уважение к другим и к себе, абсолютная свобода совести. Девиз ВВП: Свобода, Равенство, Братство.
Великий восток Польши — открытое объединение, зарегистрированное под номером KRS 0000120900.

## История

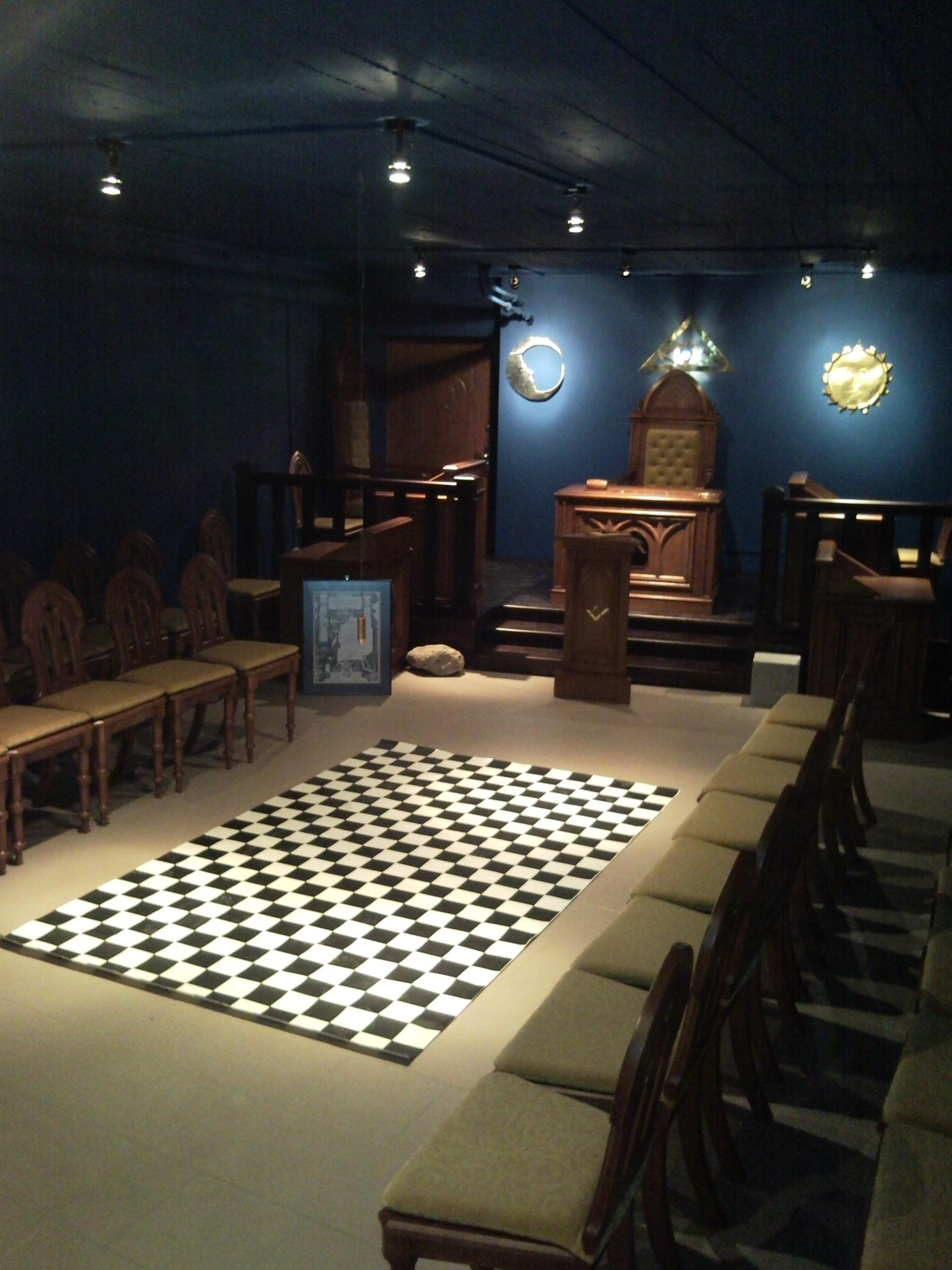
Храм Великого востока Польши в Варшаве

Традиция Великого востока в Польше восходит к восемнадцатому веку, когда существовал Великий восток народов Польши. Организация была распущена в 1821 году по указу русского царя. Начиная с 1910 года, на польских землях были созданы отдельные ложи Великого востока Франции. Они сыграли важную роль в польском движении за независимость, но ложи распались к 1918 году, так как часть братьев из этих лож приняла участие в создании Великой ложи «Объединённых поляков», позже преобразованной в Великую ложу народов Польши. Другие масоны продолжили работать в нескольких ложах под эгидой Великого востока Франции. Возможность для появления и развития в Польше лож направления Великого востока Франции появилась только в 1991 году, когда вновь были возрождены ложи ВВФ через повторное зажжение огней. После указа разрешающего создание масонских организаций, из небытия начинают учреждаться первые ложи, так появляется первая масонская ложа ВВФ — «Восстановленная свобода» (26 апреля 1991 год). Название ложи подчеркнуло исторический момент в Польше. Первое посвящения для создания ложи и в будущем своего послушания, состоялось 1 декабря 1990 года в небольшом дворце с братьями парижской ложи «Виктор Шольцер» (ВВФ). До Второй мировой войны, в 1920—1938 годах, была ложа с одноимённым названием, но она действовала под эгидой Великой ложи народов Польши и объединяла ученых и писателей. Членами ложи были: Габриэль Нарутович, профессор Ян Мазуркевич, профессор Мечислав Михалович, профессор Януш Грошковси (Президент послевоенного PAN).
Несмотря на это, даже выступая в качестве временной, ложа l’Esperance («Надежда»), на Востоке Лилля, 24 ноября 1990 года была переведена в Польшу и инсталлирована в 1991 году на Востоке Варшавы. От ложи «Надежда» в последующие годы были учреждены ложи: «Единство» на Востоке Катовице (1992 год) и ложа «Толерантность» на Востоке Миколова (1994 год). Эти три ложи работали в Исправленному шотландскому уставу.
От ложи «Восстановленная свобода» появились ложи: «Три брата» (21.5.1993) и «Европа» (11.3.1994). Обе ложе были учреждены на Востоке Варшавы. Все три ложи взяли для работ Французский устав.
В начале 90-х двадцатого века либеральные ложи действовали в Польше под юрисдикцией Великого востока Франции. 12 июля 1997 года произошло учреждение Великого востока Польши, который получил независимость от Великого востока Франции. 6 лож, ранее входивших в состав Великого востока Франции, отныне стали ложами ВВП. Четыре ложи находились в Варшаве, одна в Катовице и одна в Миколове. 14 ноября 1997 года ВВП был зарегистрирован как ассоциация в Варшаве в отделе министерства юстиции.
Ложи «Толерантность» и «Единство» не выдержали испытания временем (были усыплены в период между 1997 и 1999 годами) и ВВП сегодня состоит из четырёх лож в Варшаве и трёх треугольников в Варшаве, Гданьске и Вроцлаве.
В 2008 году ВВП пятым в мире среди великих востоков, разрешил в своих ложах смешанное членство.